# Kjell Sundvall

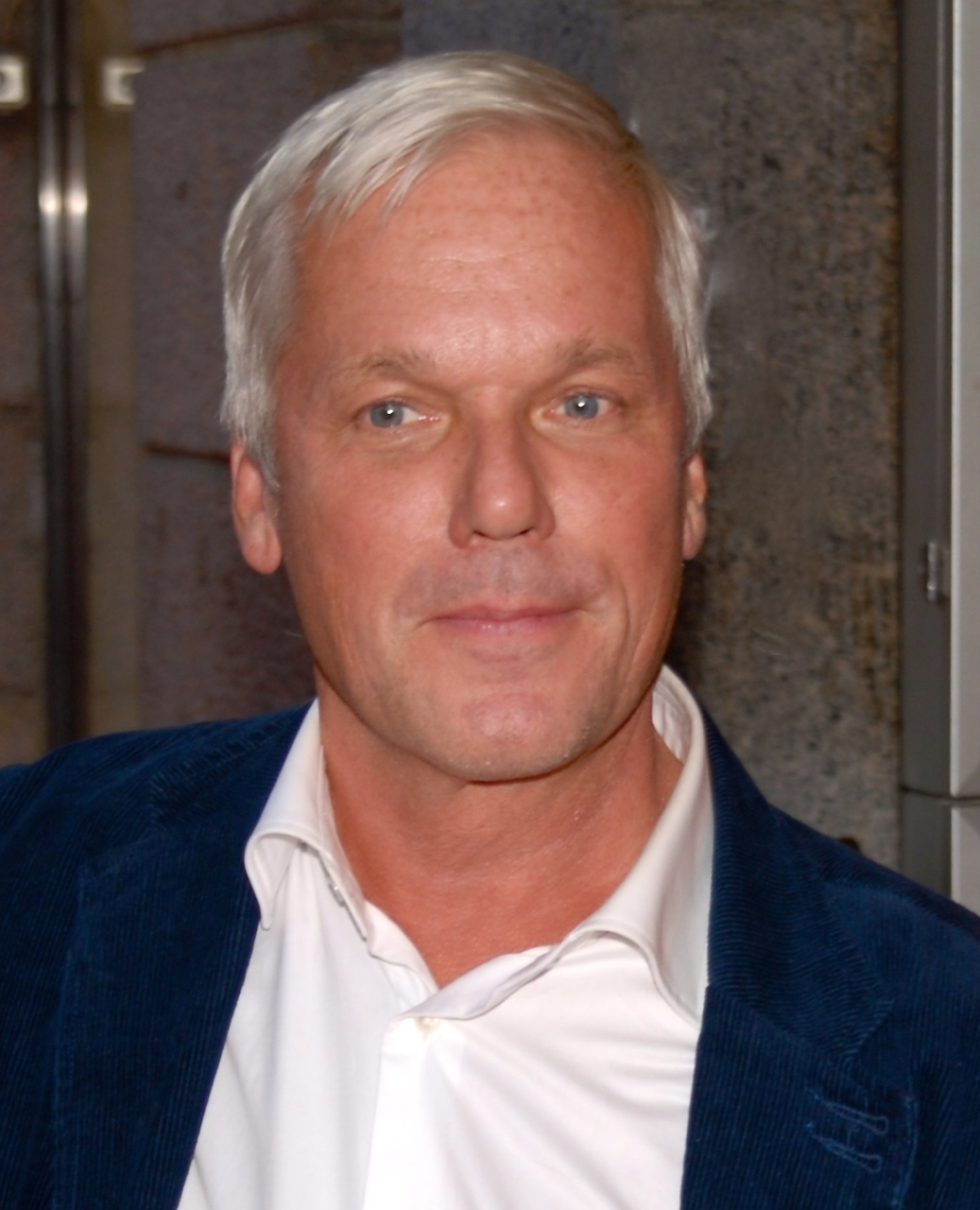
Kjell Sundvall im September 2011 zur Filmpremiere von Die Nacht der Jäger (Jägarna 2).

Kjell Gösta Sundvall (* 31. März 1953 in Edefors nahe Boden) ist ein schwedischer Regisseur.
Sundvall verbrachte seine Kindheit in Älvsbyn in der Provinz Norrbottens län, wo sein Vater Zahnarzt war. Sundvall wurde vor allem als Regisseur der neuen Fernsehfilme über Kommissar Beck (gespielt von Peter Haber) bekannt. Für seinen Kinofilm Die Spur der Jäger erhielt er 1997 den schwedischen Filmpreis Guldbagge. Weitere Erfolge erzielte Sundvall mit einzelnen Folgen der Fernsehserien Lorry, Snoken und Rederiet. Die Technische Universität Luleå verlieh ihm einen Ehrendoktortitel.
Seine Schwester ist die Kostümbildnerin Karin Sundvall; sie arbeitete an mehreren seiner Filme mit.

## Filmografie (in Auswahl)
- 1980: Jackpot (TV)
- 1980: Vi hade i alla fall tur med vädret (TV)
- 1981: Inget att bråka om, Johansson (TV)
- 1983: Lyckans ost
- 1986: Im Namen des Gesetzes (I lagens namn)
- 1993: Rosenbaum – Die Zeugin (The last witness) (TV)
- 1993: Rosenbaum – Schülermord (Rosenbaum) (TV)
- 1996: Die Spur der Jäger (Jägarna)
- 1997: Kommissar Beck – Kuriere des Todes (Kommissar Beck – Pensionat Pärlan)
- 1997: Kommissar Beck – Auge um Auge (Kommissar Beck – Öga for öga)
- 1998: Kommissar Beck: Heißer Schnee
- 1998: c/o Segemyhr (TV-Serie)
- 1998: Der letzte Mord (Sista kontraktet) – Regie, Drehbuch
- 1999: Tomten är far till alla barnen
- 2001: Kommissar Beck – Preis der Rache (Kommissar Beck – Hämndens pris)
- 2002: Der Typ vom Grab nebenan (Grabben i graven bredvid)
- 2002: Kommissar Beck – Der Einsiedler (Kommissar Beck – Enslingen)
- 2002: Kommissar Beck – Das Kartell (Kommissar Beck – Kartellen) (TV)
- 2004: Eiskalte Bedrohung (Hotet)
- 2005: Nur Pferde im Kopf (Vinnare och förlorare)
- 2007: Kommissar Beck – Der Advokat (Kommissar Beck – Advokaten) (TV)
- 2007: Kommissar Beck – Das Spiel des Todes (Kommissar Beck – Gamen) (TV)
- 2008: Ulvenatten
- 2011: Die Nacht der Jäger (Jägarna 2)